# Автобус (селище)
Авто́бус (рос. Автобус, чув. Автобус) — селище у складі Шумерлинського району Чувашії, Росія. Входить до складу Магарінського сільського поселення.
Населення — 9 осіб (2010; 21 у 2002).
Національний склад:
- чуваші — 100 %